# Débora Falabella
Débora Lima Falabella (Belo Horizonte, 22. veljače 1979.) brazilska je glumica.

## Biografija
Débora je odrastala kao pjesnikova kći, uz operu, kazalište i kino. Do dvanaeste godine, već je u glumila u amaterskom kazalištu u Belo Horizonteu. Karijeru započinje s petnaest godina u kazalištu, kada je glumila profesionalnu dječju ulogu, u zboru Flicts of Ziraldo.
U osamnaestoj, upisuje studij marketinga, gdje je ostala samo godinu dana. 1999. prolazi audiciju za ulogu u televizijskoj seriji Chiquititas Brasil. To joj otvara vrata za nove uloge u svijetu telenovela, a najveće dostignuće postiže ulogom u Male gospođice u istoimenoj seriji 2006.
Njen suprug Eduardo Hypolitho s kojim je u braku od 14. svibnja, 2006. je gitarist brazilske rock skupine Forgotten Boys, koji izvode pjesme na engleskom i portugalskom jeziku. 

## Filmografija
| Godina        | Naslov                    | Uloga                                         | Vrsta               |
| ------------- | ------------------------- | --------------------------------------------- | ------------------- |
| 2012.         | Aveninda Brasil           | Nina García Hernández (Rita Fonseca de Souza) | telenovela          |
| 2011.         | A Mulher Invisível        | Clarisse                                      | televizijska serija |
| 2011.         | Ti Ti Ti                  | Isabel                                        | telenovela          |
| 2011.         | Meu Pais                  | Manuela                                       | film                |
| 2010.         | Escrito nas Estrelas      | Beatriz Tavares                               | telenovela          |
| 2009.         | Som e Fúria               | Sarah                                         | televizijska serija |
| 2008.         | Quarto 38                 | Simone                                        | film                |
| 2008.         | La dolorosa               | Miranda                                       | film                |
| 2007. – 2008. | Duas Caras                | Júlia                                         | telenovela          |
| 2007.         | Primo Basílio             | Luísa                                         | film                |
| 2006.         | Mala gospođica            | Mala gospođica                                | telenovela          |
| 2006.         | 5 Mentiras                | Chucky                                        | film                |
| 2006.         | JK                        | Mlada Sarah                                   | televizijska serija |
| 2004. – 2005. | Senhora do Destino        | Maria Eduarda                                 | telenovela          |
| 2004.         | Owner of the Story        | Mlada Carolina                                | film                |
| 2004.         | Cazuza: Time Doesn't Stop | Denise Dumont                                 | film                |
| 2004.         | Um Só Coração             | Raquel Rosemberg                              | televizijska serija |
| 2003.         | Lisbela and the Prisoner  | Lisbela                                       | film                |
| 2003.         | Agora É Que São Elas      | Léo                                           | telenovela          |
| 2002.         | Two Lost in a Dirty Night | Paco                                          | film                |
| 2001.         | Klon                      | Milena Ferraz (Mel)                           | telenovela          |
| 2001.         | Um Anjo Caiu do Céu       | Cuca                                          | telenovela          |
| 2001.         | Françoise                 | Françoise                                     | film                |
| 1998.         | Malhação                  | Antônia                                       | televizijska serija |
| 1997.         | Chiquititas Brasil        | Estrela                                       | televizijska serija |